# Playcast
Playcast — система цифровой дистрибуции компьютерных игр, Games-on-Demand-сервис, использующий концепцию облачных вычислений (англ. Cloud computing). Разработан компанией Playcast Media System совместно с компанией HOT. В отличие от аналогичных сервисов OnLive и Gaikai, данные в «Playcast» передаются не через Интернет, а через сети кабельного телевидения.
21 июля 2009 года компания Playcast Media System анонсировала запуск своего Games-on-Demand-сервиса «Playcast». В этот же день состоялся пилотный запуск проекта на территории Израиля.

## Технические характеристики
Данные передаются по сетям кабельного телевидения и цифрового интерактивного телевидения нового поколения IPTV. Приём и преобразование сигнала осуществляется через стандартный ресивер цифрового телевидения (англ. set-top-box); согласно пресс-релизу, не нужно никаких дополнительных ресиверов или приспособлений. Согласно утверждению, система Playcast сможет передавать данные без лагов или задержек, предоставляю пользователям игры, сравнимые по качеству с играми для консолей PlayStation 3 и Xbox 360. Передаваемое видео сжимается с помощью алгоритмов MPEG.

## Данные о компании и история
Компания Playcast Media Systems была основана в 2006 году и базируется в Израиле и Великобритании. Playcast Media Systems находится в частной собственности венчурного капитала XENIA и частных инвесторов.
Кроме Playcast Media Systems, в запуске сервиса участвует также израильская телекоммуникационная компания Хот, владелец сетей кабельного телевидения.